# Orthocladius succineus
Orthocladius succineus är en tvåvingeart som först beskrevs av Maurice Emile Marie Goetghebuer 1942.  Orthocladius succineus ingår i släktet Orthocladius och familjen fjädermyggor.
Artens utbredningsområde är Tyskland. Inga underarter finns listade i Catalogue of Life.